# آلیشا لمان
آلیشا لمان (انگلیسی: Alisha Lehmann؛ زادهٔ ۲۱ ژانویهٔ ۱۹۹۹) بازیکن فوتبال سوئیسی است که به عنوان مهاجم برای باشگاه یوونتوس در سری آ و تیم ملی سوئیس بازی می‌کند.
از باشگاه‌هایی که در آن بازی کرده‌است می‌توان به اورتون و وستهام یونایتد اشاره کرد.

## زندگی شخصی
او قبلاً به عنوان لزبین شناخته می‌شد. او قبلاً با رامونا باخمان هم تیمی‌اش در تیم ملی سوئیس ارتباط داشت. اگرچه تصور می‌شد که آنها در سال ۲۰۲۲ از هم جدا شده‌اند، از ژوئن ۲۰۲۴، لمان با داگلاس لوئیز، هافبک برزیلی یوونتوس در ارتباط است.